# Malokilikili
Malokilikili (englisch Malokilikili Islet) ist eine kleine Insel in der Provinz Sanma des Inselstaats Vanuatu im Korallenmeer.
Die dicht bewachsene und an der Nordwestküste dünn besiedelte Insel liegt etwa 750 Meter vor der Ostküste von Malo. Knapp 300 Meter nördlich von Malokilikili liegt das unbewohnte Eiland Malotina, etwa 200 Meter vor der Westküste das Inselchen Onevutu.
2015 hatte Malokilikili 12 Einwohner.